# August (compañía)
- Datos: Q1143795

August ( オーガスト Ōgasuto?) es un estudio japonés de novelas visuales dirigido por el  Kabushiki gaisha Hazuki. En Internet, August es conocido por la jerga popular como Hachigatsu. Hazuki y Hachigatsu significan agosto (August) en japonés.
Hazuki fundó una etiqueta denominada ARIA para consumidores de videojuegos en marzo de 2006. ARIA se compone mayoritariamente por personal de August. Su objetivo es vender juegos de PC a los consumidores de videojuegos con las cualidades originales y visiones del mundo.

## Trabajos

### August
- Binary Pot (22 de febrero de 2002)
- Princess Holiday (2 de septiembre de 2002)
- Tsuki wa Higashi ni Hi wa Nishi ni: Operation Sanctuary (26 de septiembre del 2003)
- August Fan Box (27 de agosto de 2004)
- Yoake Mae yori Ruriiro na (22 de septiembre de 2005)
- Fortune Arterial (25 de enero de 2008)
- Yoake Mae yori Ruriiro na -Moonlight Cradle- (27 de febrero de 2009)
- Aiyoku no Eustia (2011)

### ARIA
- Yoake Mae yori Ruriiro na -Brighter than dawning blue- (7 de diciembre de 2006)
  - PlayStation 2, lanzado por Digital Gain (luego Kaga Create)
- Yoake Mae yori Ruriiro na Portable (25 de febrero de 2010)
  - PlayStation Portable, lanzado por Kadokawa Shoten
- Fortune Arterial: Akai Yakusoku
  - PlayStation 3, lanzado por Kadokawa Shoten (programado)